# Thorsten Gerhard Jansen
Thorsten Gerhard Jansen (* 13. Juni 1967; † 18. März 2023 in Bad Zwischenahn), auch bekannt als „Commander Jansen“, war ein deutscher Aktivist der Reichsbürgerbewegung.

## Leben und Aktivitäten
Jansen war Koch und hatte als Selbstständiger Insolvenz anmelden müssen. Er gab sich als „Major“ der – unter General Eisenhower 1943 eingerichteten und Mitte 1945 aufgelösten – SHAEF aus, der vom  US-Präsidenten Donald Trump in dessen ersten Amtszeit ernannt worden sei. Zu seinen Unterstützern zählten auch Anhänger von Qanon.
Ab Frühjahr 2020 verbreitete er deutschlandweit mit öffentlichen „Todesurteilen“ unter Angabe von persönlichen Kontaktdaten und Nutzung von Bildern der angeblichen Delinquenten Angst. Er nutzte hierfür eine eigene Telegram-Gruppe mit 25.000 Followern. Unter den Anhängern Jansens reichte ein Versicherungsmakler aus Nordhorn eine Datei mit den Adressen von 10.791 Bürgermeistern Deutschlands herum.
Er präzisierte seine Urteile häufig mit „Tod durch Erhängen“, „Tod durch Erschießen“ oder „Tod durch Giftspritze“. Im September 2021 forderte er einen Gleichgesinnten auf, den Bürgermeister der norddeutschen Kleinstadt Bad Doberan zu töten, falls dieser sich weiterhin weigere, das „Amtsblatt der Alliierten Hohen Kommission“ im Rathaus des Orts auszulegen. Weitere Betroffene von Todesurteilen Jansens waren Personen des öffentlichen Lebens, Polizeibeamte, Justizangehörige, ein Journalist und weitere Personen.

## Strafverfahren
Anfang Dezember 2021 nahm die Polizei Razzien gegen verschiedene Beteiligte vor. Jansen tauchte unter, wurde aber in Weissach im Tal bei seiner „Adjutantin“ „First Lieutenant Andra“ verhaftet.
Die Staatsanwaltschaft Göttingen warf dem Angeklagten insgesamt 33 Straftaten vor, insbesondere auf Grundlage des neuen § 126a im Strafgesetzbuch. Er kam in die Justizvollzugsanstalt Rosdorf bei Göttingen in Untersuchungshaft. In dieser Zeit beantragte er, dass ihn der frühere US-Präsident Donald Trump und Russlands Präsident Wladimir Putin besuchen dürfe.
Sein Fall wurde am Landgericht Oldenburg verhandelt. Vor Gericht trug Jansen vor: „Sie gehen hier gegen die U.S. Army vor, gegen Amerika.“ Am 1. September 2022 wurde bei Jansen Schuldunfähigkeit festgestellt; beschlossen wurde seine Unterbringung in der Psychiatrie (5 Ks 801 Js 35051/21 (8/22)).
Jansen wurde in mehreren Verfassungsschutzberichten namentlich erwähnt; so wurde über seine Verhaftung im November 2021 sowie über den Prozess vor dem Landgericht Oldenburg berichtet.
Jansen ging in die Revision. Der Bundesgerichtshof bestätigte mit Beschluss vom 7. Februar 2023 die unbefristete Unterbringung Jansens in der Psychiatrie (3 StR 501/22). Über die Einziehung von möglichen Tatwerkzeugen, darunter Smartphone und ein Tabletcomputer, sollte wegen Rechtsfehlern eine andere Strafkammer des Landgerichts Oldenburg neu verhandeln und entscheiden. Dies wurde jedoch durch den Tod Jansens in der Psychiatrie hinfällig.
Jansen verstarb am 18. März 2023 in der Karl-Jaspers-Klinik Wehnen. Es gab nach Angaben der Staatsanwaltschaft Göttingen keinen Hinweis auf Fremdverschulden.